# Segunda División Profesional do Chile
A Segunda División Profesional ou simplesmente Segunda División (não confundir com a atual Primera B, antiga Segunda División), oficialmente Campeonato Nacional de Segunda División, corresponde a terceira e última divisão profissional do futebol no Chile. É organizada pela Asociación Nacional de Fútbol Profesional (ANFP) [Associação Nacional do Futebol Profissional], entidade independente dos clubes e pertencente a Federación de Fútbol de Chile (FFC) [Federação de Futebol do Chile]. Dá acesso para a Primera B e rebaixamento para a Terceira Divisão.
Nasceu oficialmente no dia 22 de novembro de 2011, logo após uma proposta aprovada pelo conselho de presidentes da ANFP, sendo iniciada no ano de 2012 como a nova terceira divisão de fato do futebol chileno, ficando acima da atual Tercera División da Asociación Nacional de Fútbol Amateur de Chile (ANFA).
O certame é atualmente disputado por quatorze clubes profissionais, e tem o Deportes Concepción como seu atual campeão, após a  conquista do título da temporada de 2024. O clube com mais títulos é o Iberia, com três conquistas seguidas.

## Regulamento
O campeonato da Segunda División atualmente é dividido em duas fases. A primeira, uma fase classificatória, é disputada no sistema de pontos corridos em dois turnos. A segunda, uma fase final também em pontos corridos em dois turnos, de acordo com a classificação da primeira fase: os seis primeiros colocados da fase classificatória se enfrentam pelo título e pela única vaga na Primera B; enquanto que, os cinco últimos colocados disputam entre si a permanência na divisão para evitar a única vaga do rebaixamento para a Tercera División.

### Critérios de desempate
Em caso de igualdade em pontos entre os times, os critérios de desempate são aplicados, na seguinte ordem:
1. Saldo de gols;
2. Vitórias;
3. Gols marcados;
4. Gols marcados como visitante;
5. Menor número de cartões vermelhos recebidos;
6. Menor número de cartões amarelos recebidos;
7. Sorteio.[3]

## Edições

### Campeões
| Ano               | Campeão                   | Vice-campeão        | Ref.   |
| ----------------- | ------------------------- | ------------------- | ------ |
| 2012              | Iberia (1)                | Deportes Copiapó    | [ 4 ]  |
| 2013 – Transición | Iberia (2)                | Trasandino          | [ 5 ]  |
| 2013–14           | Iberia (3)                | San Antonio Unido   | [ 6 ]  |
| 2014–15           | Deportes Puerto Montt (1) | San Antonio Unido   | [ 7 ]  |
| 2015–16           | Deportes Valdivia (1)     | Deportes Santa Cruz | [ 8 ]  |
| 2016–17           | Barnechea (1)             | Deportes Melipilla  | [ 9 ]  |
| 2017 – Transición | Deportes Vallenar (1)     | Deportes Santa Cruz | [ 10 ] |
| 2018              | Deportes Santa Cruz (1)   | General Velásquez   | [ 11 ] |
| 2019              | San Marcos de Arica (1)   | Colchagua           | [ 12 ] |
| 2020              | Fernández Vial (1)        | Lautaro de Buin     | [ 13 ] |
| 2021              | Deportes Recoleta (1)     | Iberia              | [ 14 ] |
| 2022              | San Marcos de Arica (2)   | General Velásquez   | [ 15 ] |
| 2023              | Deportes Limache (1)      | Deportes Melipilla  | [ 16 ] |
| 2024              | Deportes Concepción (1)   | Deportes Melipilla  | [ 17 ] |

### Títulos por equipe
| Clube                 | Títulos | Vices | Anos como campeão     | Anos como vice-campeão |
| --------------------- | ------- | ----- | --------------------- | ---------------------- |
| Iberia                | 3       | 1     | 2012, 2013–T, 2013–14 | 2021                   |
| San Marcos de Arica   | 2       | 0     | 2019, 2022            |                        |
| Deportes Santa Cruz   | 1       | 1     | 2018                  | 2015–16                |
| Deportes Puerto Montt | 1       | 0     | 2014–15               |                        |
| Deportes Valdivia     | 1       | 0     | 2015–16               |                        |
| Barnechea             | 1       | 0     | 2016–17               |                        |
| Deportes Vallenar     | 1       | 0     | 2017–T                |                        |
| Fernández Vial        | 1       | 0     | 2020                  |                        |
| Deportes Recoleta     | 1       | 0     | 2021                  |                        |
| Deportes Limache      | 1       | 0     | 2023                  |                        |
| Deportes Concepción   | 1       | 0     | 2024                  |                        |
| Deportes Melipilla    | 0       | 3     |                       | 2016–17, 2023, 2024    |
| San Antonio Unido     | 0       | 2     |                       | 2013–14, 2014–15       |
| General Velásquez     | 0       | 2     |                       | 2018, 2022             |
| Deportes Temuco       | 0       | 1     |                       | 2012                   |
| Trasandino            | 0       | 1     |                       | 2013–T                 |
| Naval                 | 0       | 1     |                       | 2017–T                 |
| Colchagua             | 0       | 1     |                       | 2019                   |
| Lautaro de Buin       | 0       | 1     |                       | 2020                   |

### Títulos por região
| Região                                | Títulos | Vices | Clubes campeões                                         |
| ------------------------------------- | ------- | ----- | ------------------------------------------------------- |
| Bio-Bío                               | 5       | 2     | Iberia (3), Fernández Vial (1), Deportes Concepción (1) |
| Metropolitana de Santiago             | 2       | 4     | Barnechea (1), Deportes Recoleta (1)                    |
| Arica e Parinacota                    | 2       | 0     | San Marcos de Arica (2)                                 |
| Libertador General Bernardo O’Higgins | 1       | 4     | Deportes Santa Cruz (1)                                 |
| Valparaíso                            | 1       | 3     | Deportes Limache (1)                                    |
| Los Lagos                             | 1       | 0     | Deportes Puerto Montt (1)                               |
| Los Ríos                              | 1       | 0     | Deportes Valdivia (1)                                   |
| Atacama                               | 1       | 0     | Deportes Vallenar (1)                                   |
| La Araucanía                          | 0       | 1     |                                                         |